# Hervé Gantner
Pour les articles homonymes, voir Gantner.
 (avril 2010).
 (avril 2017).
Hervé Gantner, né le 5 avril 1982 à Genève (Suisse), est un pilote moto.
Il est également un des consultants pour la RTS lors des Grand Prix moto.

## Palmarès

### 2012
- North West 200
  - 22e en Superstock
  - 20e en Superbike
- Tourist Trophy
  - chute et fracture du péroné aux essais
  - DNF en Superstock

- 24 heures du Mans
  - 10e avec le RAC 41

### 2011
- Tourist Trophy
  - Classement Superstock : DNF
  - Classement Superbike : DNF
  - Classement Superstock : 27e et 36e
- North-West 200 : Courses annulée pour cause de mauvaise météo
- 24 Heures du Mans : 24e avec le team RAC41
- Course de côte de Verbois : 1er en 1 000 cm3, 1er en 600 cm3, record absolu de la piste en 44 min 76 s
  - Championnat Suisse à Schleiz : 3e et 4e
  - Championnat Suisse à Dijon : 2e et 2e

### 2010
- Première participation au Tourist Trophy.
  - Classement SupertStock : 41e
  - Classement Superbike : 44e
  - Classement Newcomers : 4e meilleur newcomer avec une moyenne de 115,4 miles/heure soit près de 185 km/h.

- Course de côte de Chatel St Denis : 3e place
- Superbike Italien, Monza : 13e place
- Superbike Français, Ledenon : mise au point de la moto difficile et une 21e place finalement.

### 2009
- 5e place aux 24 heures du Mans en catégorie EWC avec l'équipe RAC41, 7e du classement général.
- Course de côte de Verbois (CH) : 1re place au scratch
- Championnat Suisse à Hungaroring : 3e et 5e place.

### 2008
- 3e place au Championnat Suisse SuperStock 1 000 cm3 et Championnat du Monde d'Endurance avec l'équipe Endurance Moto 38.
- Il a pu participer à de nombreuses courses mondialement connues, telles que les 24 Heures Moto ou encore les 8h de Suzuka! En parallèle, Hervé décroche la 2e place lors de la course de côte de Verbois (Suisse) organisée par le Norton Sport Club.

### 2007
- Championnat d'Italie SuperStock 1 000 cm3 avec le Team Azione Corse Pour bien terminer la saison, en octobre, Hervé sort vainqueur de la course de côte de Verbois (Suisse) organisée par le Norton Sport Club.

### 2006
- Participation au Championnat du Monde SuperStock 1 000 cm3 et au Championnat d'Endurance. En 2006 Hervé Gantner établit le record absolu lors de la 50e course de côte de Verbois, en 45 min 85 s.

### 2005
- Coupe SuperStock 1 000 cm3 organisée par la Fédération Internationale de Motocyclisme

### 2004
- Vainqueur du Championnat Suisse de vitesse catégorie 600 cm3 organisé par la Fédération Motocycliste Suisse

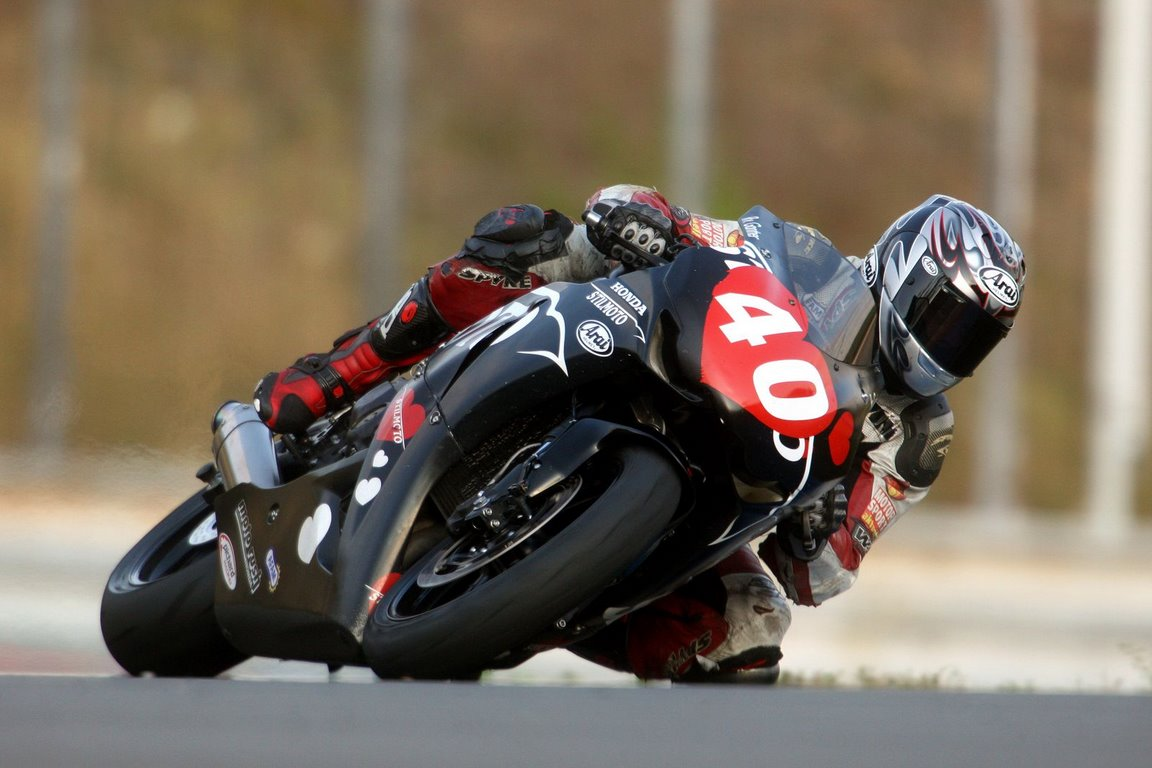
Hervé Gantner Brno 2008
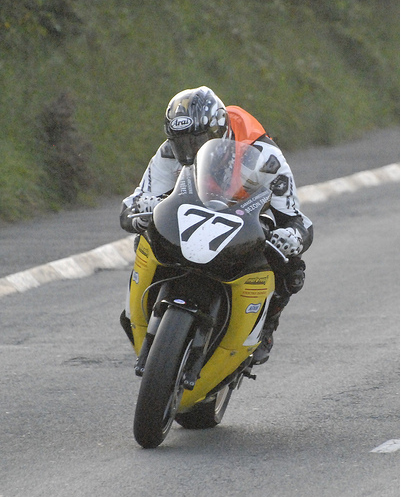
Hervé Gantner Tourist Trophy 2010

## Commercial
Ouvre une concession KTM à Genève, Orange mécanique SA.